# SkyGift
SkyGift est le programme de fidélité de la compagnie aérienne iranienne Iran Air.

## Adhérents
Le programme SkyGift est réservé aux personnes de plus de douze ans.

## Conditions d'application
Seuls les vols internationaux permettent aux membres du programme d'accumuler des points de fidélité. Les vols charters et les billets de groupe sont exclus du programme, de même que les billets à tarif privilégié émis pour les salariés d'Iran Air. Les points acquis ne sont transférables qu'à un parent déjà titulaire d'une carte de fidélité du programme.

## Niveaux
L'adhérent commence avec une carte Bleue. S'il accumule au moins 22 000 points en une année, il obtient une carte Argent. Il ne la conserve que s'il reçoit au moins 12 000 points par an. dans la cas contraire, il rétrograde à la catégorie Bleue. En accumulant, l'année suivante, 25 000 points, il se voit attribuer une carte Or. Celle-ci ne peut être conservée qu'en recevant au moins 25 000 points tous les deux ans, dans la période suivante. Si cette condition n'est pas réalisée, l'adhérent revient à la catégorie Argent.

## Privilèges
Les points de fidélité ne peuvent être utilisés que lorsque leur valeur totale atteint 67 euros (1 000 000 de rials iraniens). Les titulaires de la carte Or bénéficient, à condition d'en faire la demande au moins trois jours avant le départ, d'un transfert gratuit vers l'aéroport, à l'intérieur des aires urbaines.

## Histoire
Le programme est mis en place le 1er octobre 2004.